# (213800) Stefanwul
(213800) Stefanwul est un astéroïde de la ceinture principale.

## Description
(213800) Stefanwul est un astéroïde de la ceinture principale. Il fut découvert par Bernard Christophe le 2 avril 2003 à l'observatoire de Saint-Sulpice. Il présente une orbite caractérisée par un demi-grand axe de 3,12 UA, une excentricité de 0,055 et une inclinaison de 11,49° par rapport à l'écliptique.
Il fut nommé en hommage à Stefan Wul, de son vrai nom Pierre Pairault, né le 27 mars 1922 à Paris et mort le 26 novembre 2003, écrivain de science-fiction français, également connu sous un autre nom de plume : Lionel Hudson.

## Compléments